# La Présentation
Pour les articles homonymes, voir Présentation.
La Présentation est une municipalité située dans la municipalité régionale de comté des Maskoutains au Québec (Canada), dans la région administrative de la Montérégie.

## Toponymie
Le nom rappelle une célébration catholique nommée la Présentation de la Vierge Marie célébrée le 21 novembre. Le bureau de poste porte ce nom depuis 1857.

## Histoire
Le territoire de La Présentation occupe un espace attribué principalement aux Abénaquis de la famille des Algonquiens qui suivent en majorité les migrations des animaux. Ces Amérindiens habitent une aire plus ou moins délimitée et s'opposent régulièrement aux Iroquois, de la famille huronne-iroquoise, dans la vallée du Richelieu et ses pourtours. La Présentation entre dans l'histoire de la Nouvelle-France par les voies de communication de ce début de 1600 : ses voies maritimes. À cette époque, les forêts et les barrages de castors y retiennent l'eau et forment un ample marais (les «Étangs») s'égouttant indifféremment dans trois petites rivières: la rivière Salvail, la rivière des Hurons et la rivière Amyot, qui lient le lac Saint-Pierre, par la rivière Yamaska, à la rivière Richelieu, assurant une correspondance routière facile et discrète. La Présentation fera partie de la première seigneurie concédée en Nouvelle-France, en 1635, celle de La Citière reconcédée partiellement, vers 1670, aux capitaines du Régiment de Carignan qui assurèrent la défense de la rivière Richelieu contre les Iroquois. Dès 1731 ou avant (il est à noter que la paroisse voisine, Saint-Denis-sur-Richelieu, a été colonisée vers 1740, par contre celles de Saint-Ours, de Sorel et de Saint-Michel-d'Yamaska existent respectivement depuis 1650, 1665 et 1727), des colons s'implantent sur les bords de la rivière Salvail, sur le territoire de La Présentation qui ne relève plus d'aucune seigneurie. La place offre d'importantes ressources lucratives pour l'époque: le très grand nombre de castors puis d'arbres qui disparurent des rives de la Salvail permit l'assèchement des terres de La Présentation; et on parle rarement de ces colons canadiens qui firent de la cueillette du ginseng leur principale source de revenu. En 1748, on accorde à Pierre-François Rigaud de Vaudreuil une concession seigneuriale couvrant, entre autres, le territoire de La Présentation. Il la cède, en 1753, à Jacques-Hyacinthe Simon dit Delorme et dit Lapointe qui s'établit en 1757 au Rapide-Plat, sur la rivière Yamaska, et concède ses premières terres, entreprenant le développement de sa seigneurie de Saint-Hyacinthe qui fut longtemps connue sous le vocable de «Petit Maska». Les curés de Saint-Denis-sur-Richelieu desservent les gens de cette petite colonie naissante, empruntant un chemin, de Saint-Denis à la rivière Yamaska, traversant de part en part La Présentation. Déjà, avant la fondation de la paroisse de Saint-Hyacinthe (1777), des gens de la rivière Salvail forment un projet de paroisse. Ils sont finalement rattachés à Saint-Hyacinthe. En 1804, les terres de La Présentation sont à peu près toutes concédées et en valeur. L'agriculture y est florissante. La procédure s'ouvre pour détacher La Présentation de Saint-Hyacinthe. Elle aboutit en 1806 avec la nomination de Louis-Martial Bardy, curé de la nouvelle paroisse dédiée à la présentation de la Vierge au temple. Le 13 juin 1849, l'annexion du cinquième rang de Saint-Denis à La Présentation fut reconnue civilement. Le 25 septembre 1876, une nouvelle entité, Sainte-Marie-Magdeleine des Soixante, rassembla une partie des territoires de La Présentation et de Notre-Dame-de-Saint-Hyacinthe. Le hameau de Salvail a eu son propre bureau de poste de 1908 à 1915, alors que celui de La Présentation était situé au village, secteur des Étangs.

### Chronologie
- 1845 : Établie comme municipalité de paroisse[1].

- 1847 : Rattachée à la municipalité du comté de Saint-Hyacinthe.

- 1855 : Municipalité de paroisse rétablie.

- 11 octobre 2008: La Présentation change son statut de municipalité de paroisse pour celui de municipalité[21]

## Héraldique

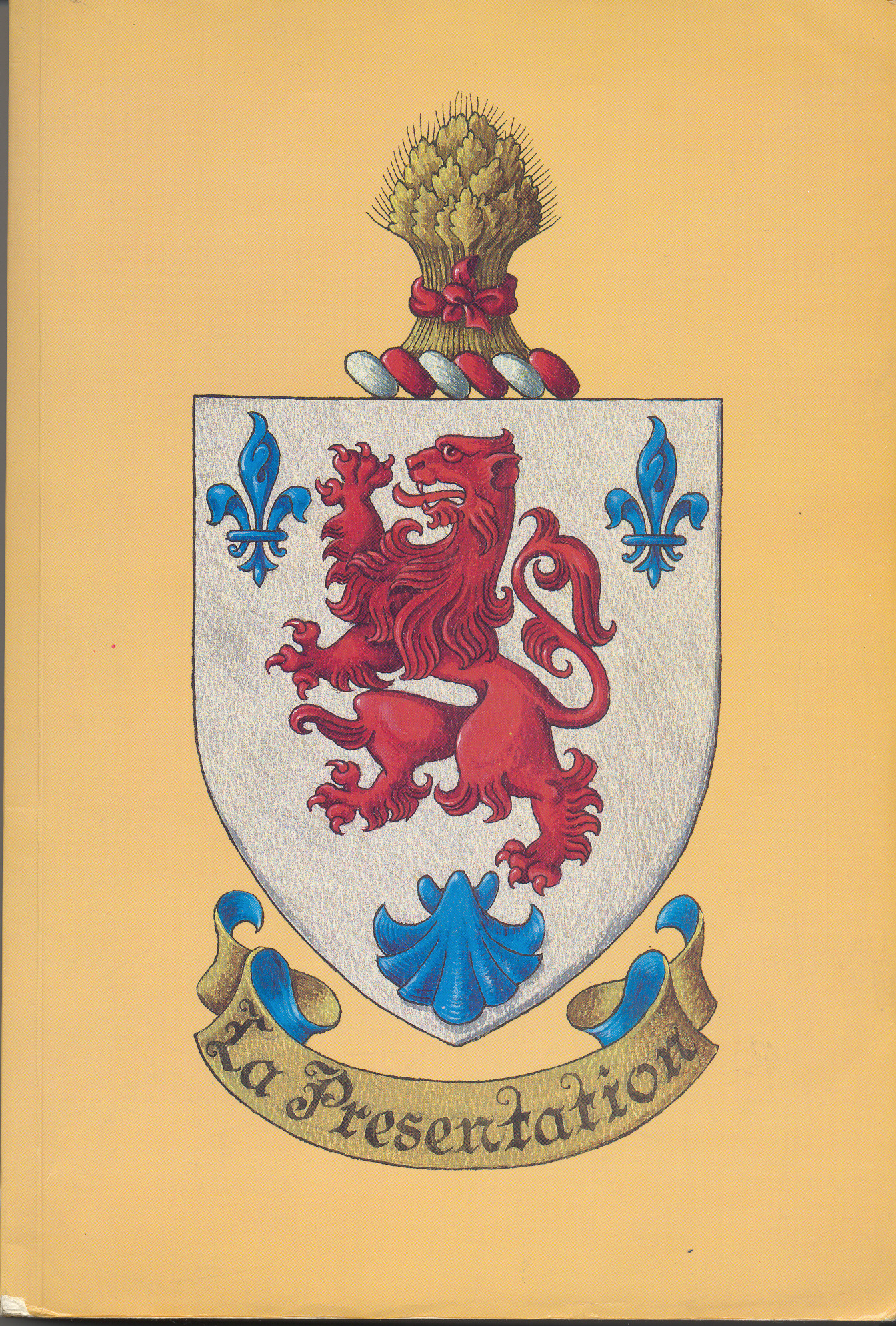
Armoiries officielles de la municipalité de La Présentation

Écu: D'argent, au lion de gueules accompagne en pointe d'une coquille d'azur et en chef de deux fleur-de-lys d'azur.
Cimier: Une gerbe de blé d'or, à la bande de gueules.
Explication des termes héraldiques:
Lion, figure héraldique, symbolise le courage, se trouve aussi dans les armes de Vaudreuil (premier seigneur officiel des lieux).
Fleur-de-lys, représente la mémoire de l'origine française.
Coquille, un symbole chrétien, ou la présence chrétienne "la Présentation".
Gerbe de blé, symbolise l'agriculture.
Bande, expression de l'unité.

## Géographie
La rivière Salvail traverse la municipalité du sud-ouest au nord-est.

## Démographie
| 1991  | 1996  | 2001  | 2006  | 2011  | 2016  | 2021  |
| ----- | ----- | ----- | ----- | ----- | ----- | ----- |
| 1 773 | 1 851 | 1 879 | 2 115 | 2 466 | 2 540 | 2 638 |

## Administration
Les élections municipales se font en bloc pour le maire et les six conseillers.
| La Présentation Maires depuis 2001                                                                                   |              |                   |          |
| Élection | Maire        | Qualité           | Résultat |
| 2001 | Claude Roger | Maire depuis 1993 | Voir     |
| 2005 | Claude Roger | Maire depuis 1993 | Voir     |
| 2009 | Claude Roger | Maire depuis 1993 | Voir     |
| 2013 | Claude Roger | Maire depuis 1993 | Voir     |
| 2017 | Claude Roger | Maire depuis 1993 | Voir     |
| 2021 | Louise Arpin | Conseillère       | Voir     |
| Élection partielle en italique Depuis 2005, les élections sont simultanées dans toutes les municipalités québécoises |              |                   |          |

Liste des maires de La Présentation depuis 1855, dans l'ordre chronologique 
| Période                                  | Période  | Identité                 | Étiquette | Qualité |
| ---------------------------------------- | -------- | ------------------------ | --------- | ------- |
| 1855                                     | 1860     | Lévi Archambault         |           |         |
| 1860                                     | 1862     | Jean-Baptiste Michon     |           |         |
| 1862                                     | 1864     | Louis Michon             |           |         |
| 1864                                     | 1865     | Ubald Millet             |           |         |
| 1865                                     | 1866     | Joseph Michon            |           |         |
| 1866                                     | 1872     | Louis Turcot             |           |         |
| 1872                                     | 1875     | Narcisse Bergeron        |           |         |
| 1875                                     | 1878     | Gédéon Blanchet          |           |         |
| 1878                                     | 1882     | Narcisse Bergeron        |           |         |
| 1882                                     | 1885     | Charles Chicoine         |           |         |
| 1885                                     | 1887     | Georges Gagnon           |           |         |
| 1887                                     | 1890     | Joseph Chenette          |           |         |
| 1890                                     | 1897     | Jean-Baptiste Berthiaume |           |         |
| 1897                                     | 1902     | Joseph Michon            |           |         |
| 1902                                     | 1904     | Anthime Vincent          |           |         |
| 1904                                     | 1905     | François Giasson, fils   |           |         |
| 1905                                     | 1911     | Joseph Michon            |           |         |
| 1911                                     | 1914     | Osias Blanchette         |           |         |
| 1914                                     | 1916     | Napoléon Michon          |           |         |
| 1916                                     | 1931     | Arthur Richard           |           |         |
| 1931                                     | 1941     | Joseph Provost           |           |         |
| 1941                                     | 1947     | William Bousquet         |           |         |
| 1947                                     | 1953     | Armand Blanchette        |           |         |
| 1953                                     | 1955     | Joseph-E. Michon         |           |         |
| 1955                                     | 1961     | Armand Blanchette        |           |         |
| 1961                                     | 1965     | Irénée Larivière         |           |         |
| 1965                                     | 1967     | Jean-Paul Saint-Germain  |           |         |
| 1967                                     | 1981     | Gustave Michon           |           |         |
| 1981                                     | 1991     | Laurent Côté             |           |         |
| 1992                                     | 1993     | Jean-Réal Nichols        |           |         |
| 1993                                     | En cours | Claude Roger             |           |         |
| Les données manquantes sont à compléter. |          |                          |           |         |

## Attraits touristiques

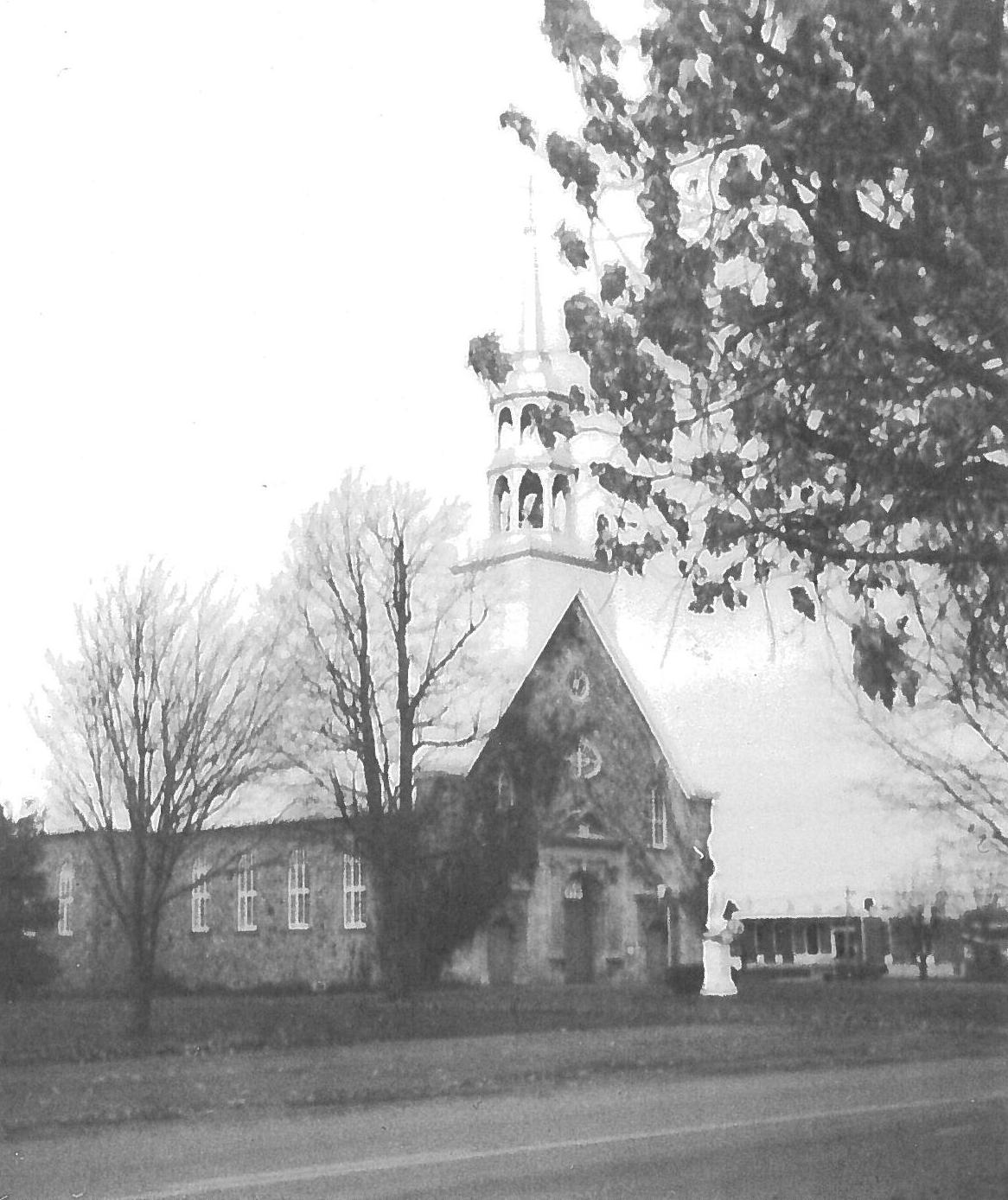
Église de La Présentation

L'Église de La Présentation-de-la-Sainte-Vierge, construite en 1820 dans les styles traditionnel et néoclassique par le maître-maçon Pierre Auger, est l'une des plus belles au Québec. Le décor intérieur est réalisé par François Dugal.
Elle est classée comme un immeuble patrimonial par le Ministre de la Culture et des Communications grâce sa valeur artistique liée à son décor intérieur.
Autres attraits

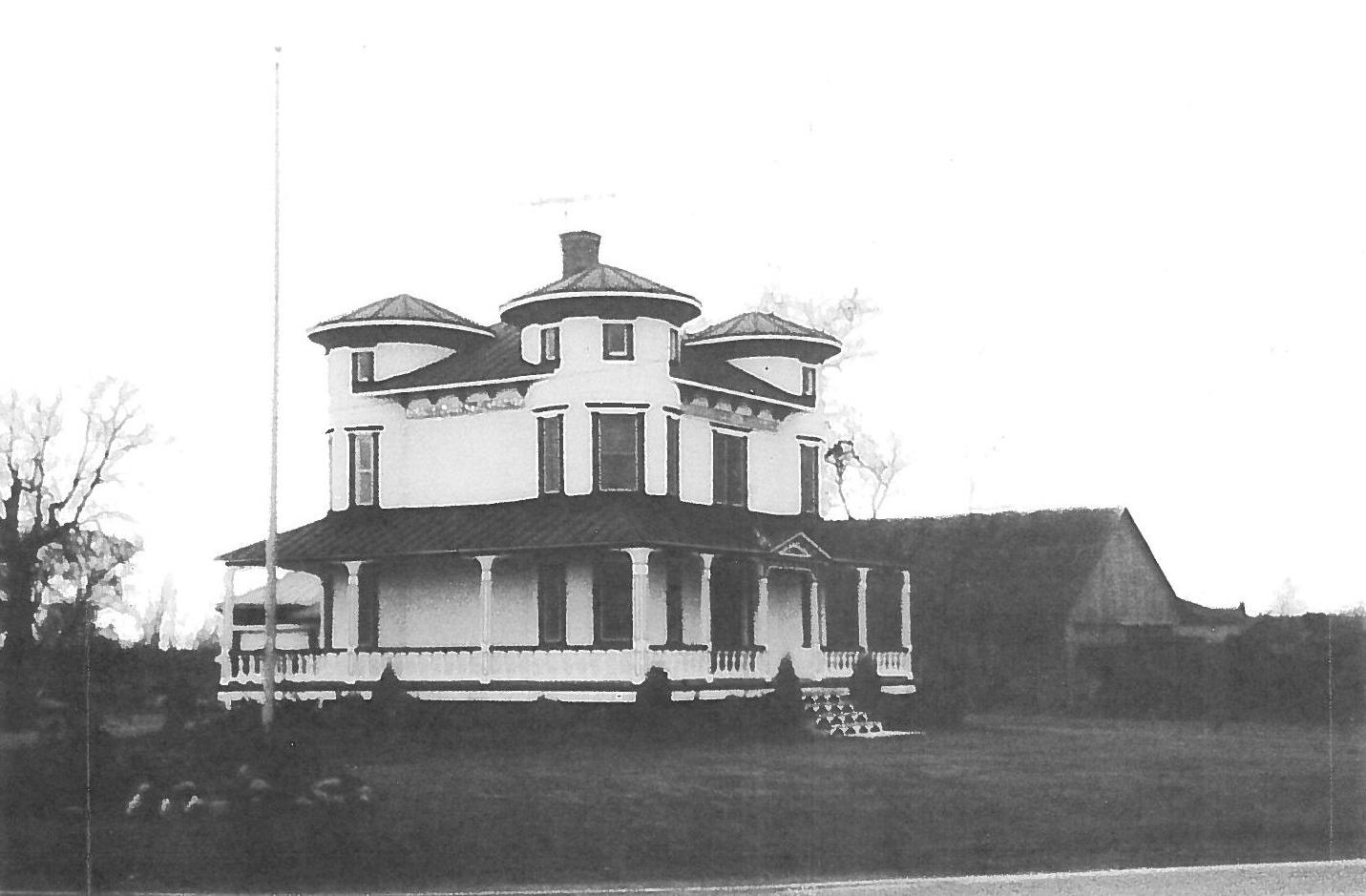
Maison aux quatre silos

Municipalité particulièrement rurale propice aux cueillettes, aux passages à la ferme, aux haras et aux cabanes à sucre.
Depuis 2015, on peut retrouver le club de Dek Hockey de Saint-Hyacinthe à La Présentation.

## Personnalités
- Élisabeth Bergeron, religieuse déclarée vénérable, fondatrice des sœurs de Saint Joseph de Saint-Hyacinthe.
- Marie-Soleil Michon, animatrice de radio et chroniqueuse
- Nicolas Berthiaume, VP Finances de la délégation sherbrookoise des 23e Jeux de la communication[28]